# 1778 a tudományban
Az 1778. év a tudományban és a technikában.

## Kémia
- felfedezik a molibdént.

## Díjak
- Copley-érem: Charles Hutton

## Születések
- február 4. - Augustin-Pyrame de Candolle botanikus († 1841)
- december 6. - Joseph Louis Gay-Lussac kémikus, fizikus († 1850)
- december 17. - Humphry Davy kémikus († 1829)

## Halálozások
- január 10. - Carl von Linné botanikus (* 1707)
- február 20. - Laura Bassi tudós (* 1711)